# Kellangere, Arsikere
Kellangere là một làng thuộc tehsil Arsikere, huyện Hassan, bang Karnataka, Ấn Độ.